# Солтис Віктор Миколайович
Ві́ктор Микола́йович Со́лтис (1986—2020) — молодший сержант Збройних сил України, учасник російсько-української війни.

## З життєпису
Народився 1986 року в селі Володимирівка (Петрівський район, Кіровоградська область). Закінчив Жовтоводське професійно-технічне училище — за фахом маляр-штукатур.
2017-го вступив на військову службу за контрактом, молодший сержант, командир бойової машини — командир розвідувального відділення 131-ї розвідувальної бригади. Черговий контракт підписав 1 липня 2018 року.
10 березня 2020 року вранці на позиції під Пісками (Ясинуватський район) ПТРК терористів влучив у вантажівку ГАЗ-66, Віктор Солтис помер відразу, Андрій Ведешин — у гелікоптері під час медичної евакуації. Ще сім військовиків зазнали поранень різного ступеня важкості (в тому числі Василь Іщенко), іще один — бойового травмування.
13 березня 2020-го похований у селі Володимирівка Петрівського району.
Без Віктора лишились мама, сестра, дружина та двоє дітей 2012 р.н. і 2019 р.н.

## Нагороди та вшанування
- Указом Президента України № 177/2020 від 12 квітня 2020 року за «особисту мужність і самовіддані дії, виявлені у захист державного суверенітету та територіальної цілісності України» нагороджений орденом За мужність III ступеня (посмертно)[2]